# 1246
1246 (MCCXLVI) a fost un an obișnuit al calendarului iulian.

## Evenimente
- 31 ianuarie: Carol de Anjou devine conte de Provence.
- 15 iunie: Sfârșitul dinastiei Babenberg în Austria.
- 5 august: Bătălia de la Nidda: Conrad al IV-lea, fiul împăratului Frederic al II-lea, este înfrânt de Henric Raspe, landgraful Turingiei, ales rege al romanilor de către prelații renani.

### Nedatate
- aprilie: Creștinii din Castilia și Leon ocupă Jaén de la mauri, în cadrul Reconquistei.
- Emirul din Granada recunoaște suzeranitatea Castiliei.
- Este întemeiat Chapultepec, în Mexic, pe locul unei așezări a toltecilor.
- Ferdinand al III-lea de Castilia ocupă Cartagena de la mauri.
- Împăratul de la Niceea, Ioan al III-lea Vatatzes, conduce o campanie victorioasă în Balcani; ocupă Tracia (până la Marița) și Macedonia (până la Vardar) de la bulgari și ultimele posesiuni ale despotului de Epir, inclusiv Salonicul.
- Proces al ereticilor la Toulouse.
- Se încheie domnia lui Căliman pe tronul țaratului bulgaro-român de la sud de Dunăre.

## Arte, științe, literatură și filozofie
- Apare Summa theologiae a lui Albert cel Mare, încercare de conciliere a aristotelismului cu învățătura creștină.

## Nașteri
- 8 martie: Nikko, călugăr japonez (d. ?)

## Decese
- 15 iunie: Frederic al II-lea de Babenberg, duce de Austria și Stiria, în timpul luptei cu regele Bela al IV-lea al Ungariei (n. 1219)
- 30 septembrie: Iaroslav al II-lea, mare cneaz de Vladimir (n. 1190)
- Koloman I, țar al bulgarilor, Dinastia Asăneștilor (n. ?)

## Înscăunări
- 30 septembrie: Andrei al II-lea, mare cneaz de Vladimir (1246-1252).
- Güyük-han, ca împărat al mongolilor, înscăunat la Karakorum.
- Mihail al II-lea Asan pe tronul țaratului vlaho-bulgar de la sud de Dunăre (1246-1256)
- Nâsir ud-Dîn Mahmûd, sultan de Delhi (1246-1266).